# Risico (schip, 1913, Gouwsluis)
De Risico is een varend monument dat in gebruik is als wachtschip voor Scouting Andreas Zijlmansgroep (AZG) in Waalwijk. De vaste ligplaats is in de binnenhaven aan de Altenaweg.
Het schip werd als sleepschip gebouwd als zusterschip van de Linge I. Beide schepen werden gebouwd voor voor sleepbootkapitein Willem Goudsblom, die directeur van NV Sleepkaan in Rotterdam was. Volgens een dochter van een voormalig schipper wordt het type wel aangeduid als Zevenbergsche maatkast. Het werd in 1957 gemotoriseerd. AZG heeft gezorgd dat er in de loop der jaren voorzieningen kwamen zoals elektriciteit, stromend water, een keuken, toilet, bar en disco.

## Liggers Scheepmetingsdienst
| Meetnummer | District en volgnr. | Meetdatum        | Meetplaats   | Lengte (m) | Breedte (m) | Inzinking (m) | Waterverplaatsing (ton) | Naam           | Eigenaar                                | Domicilie |
| ---------- | ------------------- | ---------------- | ------------ | ---------- | ----------- | ------------- | ----------------------- | -------------- | --------------------------------------- | --------- |
| R4278N     | Rotterdam 4278      | 16 juli 1913     | Rotterdam    | 40,00      | 6,46        | -             | 355,605                 | Linge II       | N.V. Sleepkaan Linge II (W. Goudsbloem) | Rotterdam |
|            |                     |                  |              |            |             |               |                         | Twee Gezusters |                                         |           |
|            |                     |                  |              |            |             |               |                         | Risico         |                                         |           |
|            |                     |                  |              |            |             |               |                         | Roelfina       | E. Paap                                 | Groningen |
| A15145N    | Amsterdam 15145     | 11 augustus 1953 | Monnickendam | 40,10      | 6,48        | 2,06          | 350,668                 | Risico         | G.J. Verbeek                            | Rotterdam |
| R28019N    | Rotterdam 28019     | 20 augustus 1963 | –            | 40,18      | 6,48        | 2,05          | 352,564                 | Risico         | –                                       | –         |
| R37632N    | Rotterdam 37632     | 15 mei 1974      | -            | 40,18      | 6,48        | 2,05          | 350,229                 | Risico         | Scoutinggroep Andreas Zijlmansgroep     | Waalwijk  |